# Geneviève Fontanel
Geneviève Fontanel (Bordeaux, 1936. június 27. – 2018. március 17.) francia színésznő.

## Filmjei

### Mozifilmek
- Quai Notre-Dame (1961)
- Majom a télben (Un singe en hiver) (1962)
- Tökéletes úriember (Un monsieur de compagnie) (1964)
- Les aventures de Salavin (1964)
- Angélique, az angyali márkinő (Angélique, marquise des anges) (1964)
- Trois hommes sur un cheval (1969)
- A kékruhás nő (La femme en bleu) (1973)
- A Dominici-ügy (L'affaire Dominici) (1973)
- Femmes au soleil (1974)
- A rivális (La rivale) (1974)
- Dis-moi que tu m'aimes (1974)
- Fuss utánam, hogy elkapjalak (Cours après moi ... que je t'attrape) (1976)
- A férfi, aki szerette a nőket (L'homme qui aimait les femmes) (1977)
- Előttem az élet (La vie devant soi) (1977)
- Marakodók (La zizanie) (1978)
- Jómadarak (Les ringards) (1978)
- Rodriguez au pays des merguez (1980)
- Cocktail Molotov (1980)
- Chère inconnue (1980)
- Tête à claques (1982)
- La côte d'amour (1982)
- Transit (1982)
- Le grain de sable (1983)
- A mi történetünk (Notre histoire) (1984)
- Les amours romantiques (1983, egy epizódban)
- Zot ka fé zouzou (1987, rövidfilm)
- Bonjour l'angoisse (1988)
- Un jeu d'enfant (1990)
- A fehér királynő (La reine blanche) (1991)
- Le fils du Mékong (1992)
- Montparnasse-Pondichéry (1994)
- Le mangeur de lune (1994)
- Une pour toutes (1999)

### Tv-filmek
- La méprise (1960)
- Skaal (1963)
- Les Indes noires (1964)
- La misère et la gloire (1965)
- Sens interdit (1965)
- Idylle villageoise (1966)
- Barbara (1967)
- Cinq poissons pour un week-end (1969)
- De sang froid (1972)
- Le double assassinat de la rue Morgue (1973)
- La maîtresse (1973)
- Macbett (1974)
- Plus amer que la mort (1975)
- L’île des chèvres (1975)
- Amédée ou Comment s'en débarrasser (1975)
- Ce soir on improvise (1975)
- Amable apó (Le père Amable) (1975)
- Robert Macaire (1976)
- La grimpe (1977)
- Le sacrifice (1978)
- Le mal bleu (1979)
- Docteur Teyran (1980)
- La double vie de Théophraste Longuet (1981)
- Les scénaristes ou Les aventures extraordinaires de Robert Michon (1982)
- Le tartuffe (1983)
- Les colonnes du ciel (1986)
- Mariage blanc (1986)
- Le vent des moissons (1988)
- Au beau rivage (1994)
- La bascule (1999)
- Marie et Tom (2000)
- La bascule à deux (2000)
- La vie comme elle vient (2002)
- Le Champ dolent, le roman de la terre (2002)
- Les parents terribles (2003)
- La reine Sylvie (2006)
- Pas tout de suite... (2007)
- À 10 minutes de la plage (2010)
- Feledni fáj (J’ai peur d’oublier) (2011)

### Tv-sorozatok
- La caméra explore le temps (1964, egy epizódban)
- Comment ne pas épouser un milliardaire (1966)
- Vidocq (1967, 12 epizódban)
- La vie commence à minuit  (1967)
- Au théâtre ce soir (1967–1983, 12 epizódban)
- Fortune (1969)
- A császár kémje (Schulmeister, espion de l'empereur) (1972, egy epizódban)
- Híres szökések (Les évasions célèbres) (1972, egy epizódban)
- La maison des autres (1977)
- Achtung Zoll! (1980, egy epizódban)
- Les amours des années folles (1980, egy epizódban)
- Les chevaux du soleil (1980)
- La vie des autres (1981, egy epizódban)
- Les amours des années grises (1981, egy epizódban)
- Les cinq dernières minutes (1981, 1983, két epizódban)
- On sort ce soir (1982, egy epizódban)
- Emmenez-moi au théâtre (1982, egy epizódban)
- Marion (1982, egy epizódban)
- Série noire (1985, egy epizódban)
- Maguy (1985–1991, öt epizódban)
- L’heure Simenon (1987, egy epizódban)
- Les enquêtes du commissaire Maigret (1989, egy epizódban)
- Marie Pervenche (1990, egy epizódban)
- Lola et quelques autres (1991, egy epizódban)
- Marc és Sophie (Marc et Sophie) (1991, egy epizódban)
- Le refuge (1996–1999, négy epizódban)
- Docteur Sylvestre (1998, egy epizódban)
- Maigret (1999, egy epizódban)
- Navarro (2001, egy epizódban)
- Central nuit (2004, egy epizódban)
- Faites comme chez vous (2005, 19 epizódban)
- Vérité oblige (2005, egy epizódban)
- Boulevard du Palais (2012, egy epizódban)